# Handley (Cheshire)
Pour les articles homonymes, voir Handley.
Handley est une paroisse civile et un village du Cheshire, en Angleterre.